# FKS
FKS is een Duits historisch merk van motorfietsen.
De bedrijfsnaam was: Franz Krause Fahrzeugbau, Berlin, Sebastianstraße.
Franz Krause was een van de vele tweetaktconstructeurs die zich na de Eerste Wereldoorlog in Berlijn vestigden. Verhoudingsgewijs vroeg, al in 1921, presenteerde hij zijn gemotoriseerde fiets met een 149cc-tweetaktmotor die boven het voorwiel was gemonteerd. Vanaf 1923 veranderden zijn machines in meer conventionele motorfietsen waarbij de motor onder in het frame gemonteerd was. Hij construeerde ook een 298cc-tweecilinder tweetakt-boxermotor die leek op de KC-motor.
Vanaf 1923 verschenen er echter honderden kleine merken op de Duitse markt, die bijna allemaal goedkope, lichte motorfietsen produceerden. De concurrentie was - vooral rond grote steden als Berlijn - enorm en in 1925 verdwenen ruim 150 merken weer van de markt. Franz Krause hield het vol tot in 1926, maar moest toen ook zijn productie beëindigen.